# Phil Hankinson
Phil Hankinson (ur. 26 lipca 1951 w Auguście, zm. 19 listopada 1996 w Shelby) – amerykański koszykarz, występujący na pozycji silnego skrzydłowego, mistrz NBA z 1974.
W listopadzie 1996 został znaleziony martwy w swoim samochodzie w Kentucky, oficjalnie popełnił samobójstwo. Jego ojciec twierdził, że borykał się z depresją od czasu kontuzji, która zakończyła jego karierę.

## Osiągnięcia
NCAA
- Uczestnik rozgrywek:
  - Elite 8 turnieju NCAA (1971, 1972)
  - Sweet 16 turnieju NCAA (1971–1973)
- Mistrz sezonu zasadniczego Ivy League (1971–1973)
- MVP zespołu Penn Quakers (1973)

NBA
- Mistrz NBA (1974)[1]